# آنو ماری
آنو ماری (انگلیسی: Annu Mari؛ زادهٔ ۲۰ مهٔ ۱۹۴۸) بازیگر اهل ژاپن است.
از فیلم‌ها یا برنامه‌های تلویزیونی که وی در آن نقش داشته‌است می‌توان به برند برای کشتن اشاره کرد.